# Uvariopsis dicaprio
 (janvier 2022).
Espèce
Uvariopsis dicaprio est une espèce de plantes à fleurs de la famille des Annonaceae. C'est un arbuste originaire du Cameroun en Afrique. Cette espèce a été décrite pour la première fois en l'an 2022.

## Étymologie
Cette espèce a été nommée par les scientifiques du jardin botanique britannique de Kew qui ont mis à l'honneur l'acteur Leonardo DiCaprio qui s'est engagé en 2020 pour la préservation de la forêt tropicale où cet arbre a été découvert.

## Description
Uvariopsis dicaprio est un arbuste de 4 mètres de haut.
Ses feuilles sont persistantes.
Ses fleurs sont grandes, jaune-verdâtre, groupées et sont directement placées sur le tronc.

## Habitat et écologie
Uvariopsis dicaprio est originaire du Cameroun (en Afrique) et plus précisément, il a été trouvé dans la forêt d'Ebo (au Nord de Douala).
Les études menées semblent indiquer que cette espèce est en danger critique d'extinction étant donné que seulement une cinquantaine d'arbres de cette espèces ont été trouvés et étant donné que la forêt où se situe Uvariopsis dicaprio est menacée par les diverses exploitations humaines comme les exploitations forestières et minières mais également par la conversion d'une partie de cette forêt en terre de plantations.